# Tribulus parvispinus
Tribulus parvispinus är en pockenholtsväxtart som beskrevs av Presl. Tribulus parvispinus ingår i släktet tiggarnötter, och familjen pockenholtsväxter. Utöver nominatformen finns också underarten T. p. intermedius.